# Frédéric Teschner
Frédéric Teschner (Thiais, 8 de maio de 1972 — Paris, 7 de agosto de 2016) foi um designer gráfico francês. 
Seu trabalho era conhecido por desenhos e jogos tipográficos que marcaram o mundo dos pôsteres. Sua série declinando sucessivamente as letras H, A, V, R, E, ecos gráficos do porto e da cidade de mesmo nome, ganhou o prêmio principal do Festival International de l'affiche et du Graphisme de Chaumont, em 2012.